# Abbéville-lès-Conflans
Abbéville-lès-Conflans és un municipi francès situat al departament de Meurthe i Mosel·la i a la regió del Gran Est. L'any 2007 tenia 227 habitants.

## Demografia

### Població
El 2007 la població de fet d'Abbéville-lès-Conflans era de 227 persones. Hi havia 86 famílies, de les quals 16 eren unipersonals (4 homes vivint sols i 12 dones vivint soles), 27 parelles sense fills, 39 parelles amb fills i 4 famílies monoparentals amb fills.
La població ha evolucionat segons el següent gràfic:
Habitants censats

### Habitatges
El 2007 hi havia 95 habitatges, 89 eren l'habitatge principal de la família, 2 eren segones residències i 5 estaven desocupats. 86 eren cases i 9 eren apartaments. Dels 89 habitatges principals, 81 estaven ocupats pels seus propietaris, 7 estaven llogats i ocupats pels llogaters i 1 estava cedit a títol gratuït; 3 tenien dues cambres, 8 en tenien tres, 16 en tenien quatre i 62 en tenien cinc o més. 76 habitatges disposaven pel capbaix d'una plaça de pàrquing. A 30 habitatges hi havia un automòbil i a 51 n'hi havia dos o més.

### Piràmide de població
La piràmide de població per edats i sexe el 2009 era:
| Homes | Edats   | Dones |
| ----- | ------- | ----- |
| 0     | 95 o +  | 0     |
| 0     | 90 a 94 | 0     |
| 0     | 85 a 89 | 4     |
| 0     | 80 a 84 | 0     |
| 8     | 75 a 79 | 0     |
| 8     | 70 a 74 | 4     |
| 0     | 65 a 69 | 0     |
| 0     | 60 a 64 | 8     |
| 0     | 55 a 59 | 0     |
| 4     | 50 a 54 | 0     |
| 8     | 45 a 49 | 12    |
| 16    | 40 a 44 | 12    |
| 12    | 35 a 39 | 20    |
| 16    | 30 a 34 | 4     |
| 8     | 25 a 29 | 4     |
| 20    | 20 a 24 | 0     |
| 20    | 15 a 19 | 0     |
| 16    | 10 a 14 | 16    |
| 8     | 5 a 9   | 0     |
| 8     | 0 a 4   | 4     |

## Economia
El 2007 la població en edat de treballar era de 165 persones, 118 eren actives i 47 eren inactives. De les 118 persones actives 106 estaven ocupades (64 homes i 42 dones) i 12 estaven aturades (6 homes i 6 dones). De les 47 persones inactives 18 estaven jubilades, 11 estaven estudiant i 18 estaven classificades com a «altres inactius».

### Ingressos
El 2009 a Abbéville-lès-Conflans hi havia 88 unitats fiscals que integraven 234 persones, la mediana anual d'ingressos fiscals per persona era de 19.771 €.

### Activitats econòmiques
Dels 8 establiments que hi havia el 2007, 3 eren d'empreses de construcció, 2 d'empreses de comerç i reparació d'automòbils, 1 d'una empresa de transport, 1 d'una empresa de serveis i 1 d'una empresa classificada com a «altres activitats de serveis».
Dels 3 establiments de servei als particulars que hi havia el 2009, 1 era un taller de reparació d'automòbils i de material agrícola, 1 guixaire pintor i 1 empresa de construcció.
L'any 2000 a Abbéville-lès-Conflans hi havia 4 explotacions agrícoles.

## Equipaments sanitaris i escolars
El 2009 hi havia una escola elemental.

## Poblacions més properes
El següent diagrama mostra les poblacions més properes.